# 28-ма єгерська дивізія (Третій Рейх)
28-ма єгерська дивізія (Третій Рейх) (нім. 28. Jäger-Division) — єгерська піхотна дивізія Вермахту за часів Другої світової війни.

## Історія
28-ма єгерська дивізія була створена 1 липня 1942 в результаті реформування 28-ї легкої піхотної дивізії (нім. 28. leichte-Infanterie-Division) Вермахту.

## Райони бойових дій
- СРСР (південний напрямок) (липень — вересень 1942);
- Крим (вересень — жовтень 1942);
- СРСР (північний напрямок) (жовтень 1942 — липень 1944);
- СРСР (центральний напрямок) (липень 1944 — січень 1945);
- Німеччина (Східна Пруссія) (січень — травень 1945).

## Командування

### Командири
- генерал артилерії Йоганн Зіннгубер (нім. Johann Sinnhuber) (1 липня 1942 — 1 травня 1943);
- генерал від інфантерії Фрідріх Шульц (нім. Friedrich Schulz) (1 травня — 25 листопада 1943);
- генерал-майор Губерт Ламей (нім. Hubert Lamey) (25 листопада 1943 — січень 1944);
- генерал артилерії Ганс Шпет (нім. Hans Speth) (січень — 28 квітня 1944);
- генерал-лейтенант Густав Гайстерман фон Цільберг (нім. Gustav Heisterman von Ziehlberg) (28 квітня — 20 листопада 1944);
- генерал-майор Ернст Кеніг (нім. Ernst König) (20 листопада 1944 — 12 квітня 1945);
- оберст Ганс-Георг фон Темпельгофф (нім. Hans Tempelhoff) (12 квітня — 24 квітня 1945).
- генерал-лейтенант Зіґфрід Фергайн (нім. Siegfried Verhein) (24 квітня — 8 травня 1945).

## Нагороджені дивізії
Нагороджені дивізії
|  | Кавалери Нагрудного знаку ближнього бою в золоті                                                          | 2 |
|  | Кавалери Золотого Німецького Хреста                                                                       | 85 |
|  | Кавалери Лицарського хреста Залізного хреста з Дубовим листям                                             | 6 (№ 59 оберст Ганс Йордан — 16.01.1942 № 163 оберст Гартвіг фон Людвігер — 23.12.1942 № 370 фельдфебель Генріх Бойг — 18.01.1944 № 390 фельдфебель Вальтер Мезе — 10.02.1944 № 533 майор Вільгельм фон Заліш — 27.07.1944 № 633 штабсфельдфебель Бенно Ройтер — 28.10.1944) |
|  | Кавалери Лицарського хреста Залізного хреста                                                              | 49 |
|  | Кавалери Почесної застібки Сухопутних військ «Почесна застібка на орденську стрічку для Сухопутних військ | 16 |

- Нагороджені Сертифікатом Пошани Головнокомандувача Сухопутних військ (13)

## Відео
- 1943 On the Volkhov Front [Архівовано 1 квітня 2011 у Wayback Machine.] (фр.)